# Atentado de Estambul de enero de 2016
El atentado terrorista en Estambul de 2016 fue un ataque suicida en el histórico Hipódromo de Constantinopla, cerca de la Mezquita Azul, un área muy popular para turistas en Estambul. El acontecimiento ocurrió a las 10:20 (hora local) del 12 de enero del referido año. La explosión, llevada a cabo por Nabil Fadli —nacido en Arabia Saudí en 1988, nacionalizado sirio y miembro del Estado Islámico (Daesh)—, mató al menos a 10 personas y otras 15 resultaron heridas. Todas las víctimas eran ciudadanos extranjeros, especialmente alemanes.

## Antecedentes
El último ataque importante en el Hipódromo de Constantinopla se produjo el 6 de enero de 2015, cuando una atacante suicida se detonó a sí misma en una estación de policía. El Partido Revolucionario Liberación del Pueblo (DHKP-C) asumió inicialmente la responsabilidad por el ataque, pero más tarde se retractó de esta afirmación.  En 2015, Turquía sufrió dos atentados importantes. En julio 33 personas murieron en un ataque suicida del Estado Islámico  en la ciudad de Suruç, cerca de la frontera de Turquía con Siria. En octubre, dos atacantes suicidas detonaron explosivos que mataron a más de 100 personas fuera de la estación principal de tren de Ankara cuando un grupo de personas se reunía para una manifestación por la paz. Fue el ataque más mortífero de Turquía. La fiscalía dijo que el ataque fue perpetrado por una célula local del Estado Islámico.
En diciembre de 2015, la policía turca detuvo a dos sospechosos de ser militantes de ISIS, que se creía estaban planeando ataques suicidas durante las celebraciones del Año Nuevo en el centro de Ankara. A raíz de ello el gobierno de Turquía canceló las planeadas celebraciones de Año Nuevo en Ankara.
Cabe destacar que Turquía forma parte de la coalición internacional que combate al Estado Islámico en Siria.

## Ataque

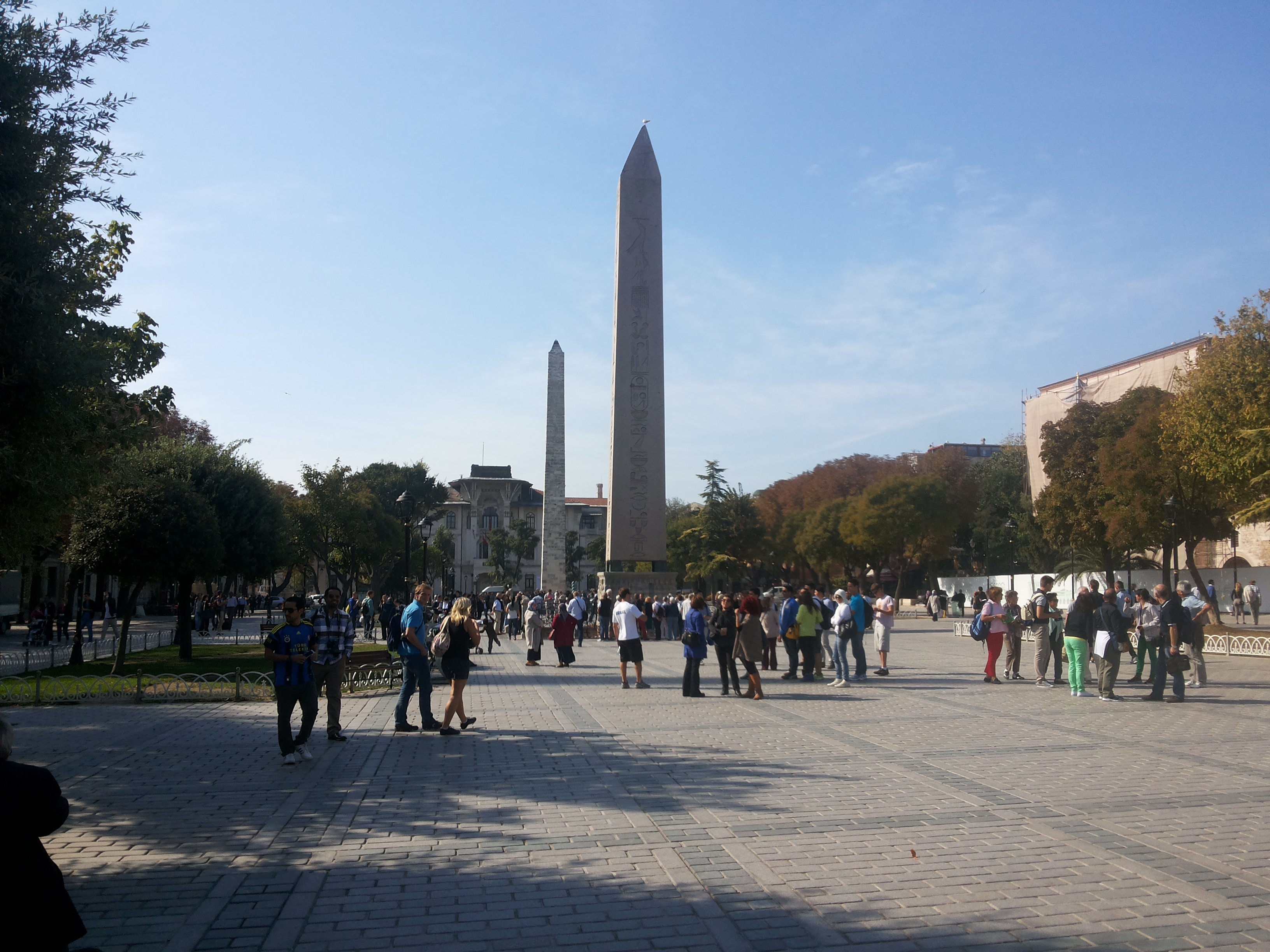
Obelisco egipcio en el Sultán Ahmet, Estambul, Turquía.

La explosión se produjo a las 08:20 AM (GMT) al pie del Obelisco de Teodosio, cuando el atacante se acercó a un grupo de turistas de pie en la plaza de Sultanahmet y se inmoló. La explosión fue en un parque que alberga a un obelisco antiguo, a unos 25 metros de la histórica Mezquita Azul. The Guardian informó que la explosión ocurrió cerca de una fuente de la plaza.
La explosión se escuchó en varios barrios a un kilómetro de distancia. Turistas presentes en el área reportaron una gran bola de fuego, un temblor y «sangre por todas partes». La policía cerró la zona y el servicio de tranvía fue suspendido en medio de temores de una segunda explosión. Las imágenes gráficas de la explosión y sus consecuencias se extendieron a través de las redes sociales. Allí se podían observar los cuerpos desmembrados, en especial el del terrorista, sobre el suelo.

## Víctimas
De los diez fallecidos, nueve eran alemanes (origalmente se reportaron ocho) y uno peruano. De los quince heridos, nueve eran alemanes; también había un noruego, una peruana y un surcoreano, que fueron llevados al hospital de Haseki. Las autoridades de Estambul oficializaron las cifras de 10 fallecidos y 15 heridos. La cifra de ciudadanos alemanes también fue confirmada oficialmente por el gobierno alemán. Por su parte, el Ministerio de Relaciones Exteriores del Perú en un principio solo confirmó la identidad y el estado de la peruana herida, pero no emitió palabras sobre el peruano fallecido, diciendo que las nacionalidades de ocho de los fallecidos fueron confirmadas, mientras que las dos restantes estaban pendientes de ser identificados. Más tarde se confirmó que había un peruano fallecido pero no se había podido establecer su identidad.

### Perpetrador
Las autoridades turcas identificaron al atacante suicida como Nabil Fadli, un ciudadano sirio nacido en 1988. Según el Ministerio del Interior de Arabia Saudita, Fadli nació en ese país. Él y su familia salieron de ese país cuando tenía ocho años de edad, y Fadli creció en Manbij en el norte de Siria, una región que actualmente está bajo control del Estado Islámico. La familia Fadli son étnicamente turcomanos. Según los informes, Fadli era un soldado regular del Estado Islámico y su hermano cometió un atentado suicida en un aeropuerto varios meses antes. Fadli entró en Turquía el 5 de enero de 2016, y había sido registrado como refugiado. Su nombre no aparecía en las alertas de seguridad.

## Reacciones

### En Turquía
El primer ministro turco, Ahmet Davutoğlu, confirmó que el autor del ataque fue un hombre sirio de 28 años de edad y que estaba afiliado al Estado Islámico. Dijo además que el atacante no estaba en la lista de vigilancia militar de Turquía y que se cree que había entrado recientemente en Turquía desde Siria. A su vez, convocó de forma inmediata una reunión de seguridad con el ministro del Interior de Turquía, quien declaró que su país se ha comprometido a luchar contra el Estado Islámico para que no sea una amenaza en Turquía y el mundo.
Tras el ataque, el gobierno turco impuso una prohibición de difusión de noticias sobre el atentado (bajo una ley de 2011 que permite tal censura). La prohibición fue confirmada por la orden de un tribunal de Estambul.
El presidente de Turquía Recep Tayyip Erdoğan realizó una comparecencia televisada donde condenó el ataque y anunciando que su país no se rendirá «ni ante terroristas, ni ante separatistas. [...] Tanto los que ponen barricadas en las calles como los que colocan explosivos son miembros de organizaciones terroristas». También intentó vincular al Estado Islámico con las acciones del Partido de los Trabajadores de Kurdistán. Al tiempo que el primer ministro Davutoğlu comparaba el atentado con los atentados de París de noviembre de 2015, diciendo que «esto [lo de Estambul] es uno de los ejemplos más bárbaros de las acciones de la organización terrorista Dáesh».
El ataque ha afectado al turismo en Turquía. Medios turcos reportaron que muchos turistas abandonaron sus hoteles y buscaron pasajes de avión para regresar a sus países.

### Internacionales
- Alemania: La canciller alemana, Angela Merkel, expresó su «grave preocupación» por las víctimas y dijo que un grupo turístico alemán había sido afectado. El Ministerio de Asuntos Exteriores de Alemania recomendó a los turistas alemanes en Estambul que evitaran las multitudes y las grandes atracciones turísticas por temor a nuevos ataques.[18]
- Argentina: La cancillería argentina condenó el ataque y expresó «su más enérgica condena». Asimismo transmitió «sus condolencias y solidaridad al Gobierno y pueblo de Turquía, así como a los pueblos de Alemania y del Perú, en especial a los familiares de las víctimas».[37]
- Estados Unidos: El Departamento de Estado de los Estados Unidos declaró que los Estados Unidos condenan «enérgicamente el ataque terrorista». También declaró que los Estados Unidos «reafirman nuestro firme compromiso de trabajar con Turquía, un aliado de la OTAN y valioso miembro de la Coalición contra el Estado Islámico, para combatir la amenaza común del terrorismo».[38]
- Pakistán: El gobierno pakistaní, a través de su Ministerio de Relaciones Exteriores, envió condolencias a los familiares de las víctimas.[39][40]
- Paraguay: La cancillería paraguaya condenó el ataque y expresó sus condolencias declarando lo siguiente: «Paraguay expresa sus sentidas condolencias y sentimientos de solidaridad a los familiares de las víctimas, así como al pueblo y Gobierno de Turquía y a todos aquellos países cuyos ciudadanos fueron víctimas de éste deplorable hecho».[41]
- República Checa: El Ministerio de Relaciones Exteriores checo condenó enérgicamente el ataque, así como todos los actos de terrorismo en todas sus formas. También expresó su apoyo al gobierno turco, envió sus condolencias a las familias de las víctimas y deseó la rápida recuperación de los heridos.[42]
- Unión Europea: En una carta al presidente de Turquía, Recep Tayyip Erdoğan, el presidente de la Comisión Europea, Jean-Claude Juncker, expresó sus «más sentidas condolencias» a Erdogan y al pueblo de Turquía.[43]